# Stazione di Cesano Boscone
Stazione di Cesano Boscone vasútállomás Olaszországban, Lombardia régióban, Cesano Boscone településen.

## Vasútvonalak
Az állomást az alábbi vasútvonalak érintik:
- Mortara–Milánó-vasútvonal

## Kapcsolódó állomások
A vasútállomáshoz az alábbi állomások vannak a legközelebb:
- Stazione di Trezzano sul Naviglio
- Corsico old railway station